# Chiuza (gmina)
Chiuza – gmina w Rumunii, w okręgu Bistrița-Năsăud. Obejmuje miejscowości Chiuza, Mireș, Piatra i Săsarm. W 2011 roku liczyła 1866 mieszkańców.

## Współpraca
Miejscowość partnerska:
- Kuurne, Belgia